# LG G 프로 라이트
LG G 프로 라이트는 LG전자가 2013년 10월 10일에 출시한 보급형 안드로이드 패블릿 스마트폰이다. 뷰 시리즈처럼 스타일러스 펜이 적용되었다.

## 운영체제 / 소프트웨어

### 안드로이드 4.1.2 젤리빈
LG G 프로 라이트는 4.1.2 젤리빈을 탑재하여 출시했다.

### 안드로이드 4.4.2 킷캣
LG G 프로 라이트는 4.4.2 킷캣 업그레이드가 실시되었다.

## 특수 기능

### 노크 온
전원 버튼을 누를 필요 없이 화면을 두 번 두드리면 화면이 켜지는 기능이다. G2에서 처음 시작되었다.

### Q 슬라이드
기존의 화면에 최대 2개의 다른 작업창을 열어 최대 3개의 작업을 동시에 처리할 수 있게 하는 기능이며, 작업창의 투명도 조절, 위치 이동, 사이드 조절을 이용하여 원하는대로 배치하여 볼 수 있다.

## 색상
- 블랙
- 화이트

## 같이 보기
- LG 옵티머스 G 프로